# Groupe d'intégrité environnementale
 (mai 2024).

Groupes de négociation.

Le Groupe d'intégrité environnementale (EIG) est un groupe de négociation composé de 6 Etats parties à la Convention-cadre des Nations Unies sur les changements climatiques (CCNUCC). Lors de sa création en 2000, il ne comprenait que la Suisse, la Corée du Sud et le Mexique.

## Histoire
Le Groupe d'intégrité environnementale a été institué par la Suisse lors des négociations du protocole de Kyoto, où seuls les groupes d'Etats parties étaient autorisés à négocier. La Suisse, ne faisant alors partie d’aucun groupe et ne souhaitant pas rejoindre le groupe Umbrella, a ainsi annoncé créer l'EIG et a invité d'autres Etats parties membres d'aucun des groupes existants à la rejoindre.
Historique des adhésions : 
- 2000  Suisse (membre fondateur)
- 2000  Corée du Sud (membre fondateur)
- 2000  Mexique (membre fondateur)
- 20??  Liechtenstein
- 2001  Monaco
- 2017  Géorgie [3]

## Soumissions conjointes
- 2016 sur les questions relatives au Bilan Mondial (GST) [4]

Références
1. ↑  Yamin & Depledge: The International Climate Change Regime, 2004, Cambridge, p.47,  (ISBN 9780521840897), Link.
2. ↑  « Meet the unlikely climate allies bridging divides in UN talks », climatechangenews.com, 20 janvier 2015
3. ↑  « Party Groupings », United Nationals Climate Change (consulté le 8 octobre 2018)
4. ↑  bafu.admin.ch - EIG Submission GST (pdf)